# しずるさんシリーズ
しずるさんシリーズは、ファンタジアバトルロイヤルに連載され富士見ミステリー文庫より刊行されている上遠野浩平の日本のライトノベル（推理小説）作品。イラストは椋本夏夜。後に星海社文庫に移籍し、イラストも国道12号に交代した。
全般にSF指向が強い上遠野作品としては珍しく、純粋な推理小説である。書き下ろしである『騎士は恋情の血を流す』を除き、短編形式を取っている。

## ストーリー
「この世にあるのはごまかしだけ――」
とある病院に入院しているしずるさんは謎めいた事件が大好きで、いつもお見舞いに来てくれるよーちゃんが調べてきてくれた事件を次々と解明していく。

## 登場人物
しずるさん
怪奇事件や複雑に込み入った事件に興味を示し、事件を解明する美少女。現在、原因不明の病気により山の上の病院に長期入院中。
冷静且つ極めて頭の良い人物で、自分を含む全ての物事を達観的・客観的に捉えているが、よーちゃんにのみ心からの信頼を向けている。実際に現場を調べたり当事者と接触することのない、いわゆる安楽椅子探偵（ベッド・ディテクティヴ）である。
よーちゃん
女子高生。しずるさんが興味を持つような事件を調べて、病室でその事件について話し合う事を楽しみにしている。
穏やかで怖がりな性格の持ち主で、水泳もカナヅチどころか後ろに進んでしまう程運動神経も良くないため、本人評価は「どんくさい」。彼女の他にはしずるさんをお見舞いに来るものはいない様子。姓を警察関係者に明かす事で、しずるさんの推理が警察の捜査に反映されることもある。これは彼女が、裏の世界では有名な「ある一族」の分家筋であるため。
本作では、主としてよーちゃんの視点から事態の流れを追うこととなる。
霧間凪
『しずるさんと気弱な物怪たち』より登場。通称、炎の魔女。しずるさんに会いに行っても十回に一度程度しか会えないらしい。しずるさんとは、凪が彼女を病院に運び込んで以来の腐れ縁。しずるさんが入院している病院に通院する患者でもある。
荒事担当。危険を引き受ける役割を買って出る。
死神
『しずるさんと気弱な物怪たち』に登場。筒のような黒帽子に黒マントの格好。人知れず、世界の敵“キャラバンサライ”と戦っていたらしい。
女子高生の間で噂になっている存在だが、よーちゃんはその噂を聞いたことがなかったか、噂と結びつけることができなかったかで、そうと知ることはなかった。

## 作品リスト

### 単行本
富士見ミステリー文庫（富士見書房）から刊行が始まって、同社のStyle-Fからも描き下ろし単行本を刊行した後、全て星海社文庫（星海社）に移籍した。「しずるさんと気弱な物怪たち」からは星海社文庫での刊行のみである、
- しずるさんと偏屈な死者たち The Eccentric Dead In White Sickroom[収録 1]
  - 富士見ミステリー文庫[注 2]　2003年6月10日発売[1]、ISBN 4-8291-6214-7
  - 星海社文庫　2013年7月10日発売[2]、ISBN 978-4-06-138951-9
- しずるさんと底無し密室たち The Bottomless Closed-Rooms In The Limited World[収録 2]
  - 富士見ミステリー文庫　2004年12月10日発売[3]、ISBN 4-8291-6284-8
  - 星海社文庫　2013年9月10日発売[4]、ISBN 978-4-06-138954-0
- しずるさんと無言の姫君たち The Silent Princess In The Unprincipled Tales[収録 3]
  - 富士見ミステリー文庫　2006年12月9日発売[5]、ISBN 4-8291-6374-7
  - 星海社文庫　2013年11月7日発売[6]、ISBN 978-4-06-138959-5
- 騎士は恋情の血を流す The Cavalier Bleeds For The Blood
  - Style-F　2009年8月5日発売[7]、ISBN 978-4-8291-7681-8
  - 星海社文庫　2014年8月7日発売[8]、ISBN 978-4-06-138974-8
- しずるさんと気弱な物怪たち[収録 4] The Insecure Insects In Hollow Holes 2014年4月10日第一版発行（同日発売）[9]、ISBN 978-4-06-138967-0

### アンソロジー収録作品
- 「しずるさんとうろこ雲 "Scales Cloud"」[収録 5] - 『STORY MARKET 恋愛小説編』（集英社文庫、2021年3月初版[10]）収録 ISBN 978-4-08-744228-1
- 「しずるさんと見えない妖怪 ～あるいは、恐怖と脅威について～」[収録 6]  - 『非接触の恋愛事情』（集英社文庫、2021年12月初版[11]）収録 ISBN 978-4-08-744334-9

### イラストストーリー
- 「不思議なこと〜Mystical Material〜」 - 『超解！FUJIMIミステリー』（『月刊ドラゴンマガジン』2004年1月号など付録）
- 「しずるさん絵物語 迷宮に薔薇は咲き、彼女は笑う“Roses in the labyrinth”」 - （『ファンタジアバトルロイヤル』2004年5月号）

### ショートコミック
- 「おしえてしずるさん 風雲篇」 - （『ファンタジアバトルロイヤル』2004年11月号）

### 収録
1. ↑  「しずるさんと唐傘小僧」（『月刊ドラゴンマガジン増刊ファンタジアバトルロイヤル（以下『ファンタジアバトルロイヤル』）』2001年10月号）、「しずるさんと宇宙怪物」（『ファンタジアバトルロイヤル』2002年4月号）、「しずるさんと幽霊犬」（『ファンタジアバトルロイヤル』2002年11月号）、「しずるさんと吊られた男」（『ファンタジアバトルロイヤル』2003年5月号）と書下ろしの「はりねずみチクタのぼうけん」を収録。
2. ↑  「しずるさんと吸血植物」（『ファンタジアバトルロイヤル』2003年8月号）、「しずるさんと七倍の呪い」（『ファンタジアバトルロイヤル』2004年2月号）、「しずるさんと凍結鳥人」（『ファンタジアバトルロイヤル』2004年8月号）と書下ろしの「しずるさんと影法師」、「はりねずみチクタ、船にのる」を収録。
3. ↑  「しずるさんと白雪姫」（『ファンタジアバトルロイヤル』2005年2月号）、「しずるさんと人魚姫」（『ファンタジアバトルロイヤル』2005年8月号）、「しずるさんと眠り姫」（『ファンタジアバトルロイヤル』2006年2月号）、「しずるさんと赫夜姫」」（『ファンタジアバトルロイヤル』2006年8月号）と書下ろしの「はりねずみチクタ、空をとぶ」を収録。
4. ↑  「しずるさんと不死蝶」（『ファンタジアバトルロイヤル』2007年2月号）、「しずるさんと蝉時雨」（『ドラゴンマガジン』2009年9月号）、「しずるさんと雷蜘蛛」（『ドラゴンマガジン』2010年5月号）と書下ろしの「しずるさんと蟻地獄」、「しずるさんと薄刃陽炎」、「はりねずみチクタ、おばけにあう」を収録。
5. ↑  2018年、ジャンプ ジェイ ブックス公式note.com上で連載された（全4回）。
6. ↑  2020年、ジャンプ ジェイ ブックス公式note.com上で掲載された。